# کاش فرشته‌ای داشتم
«کاش فرشته‌ای داشتم» (به انگلیسی: Wish I Had an Angel) ترانه‌ای از گروه فنلاندی نایت ویش است که در سال ۲۰۰۴ در قالب یکی از تک‌آهنگ‌های پنجمین آلبوم استودیویی‌شان منتشر شد.
این ترانه پس از استفاده به‌عنوان موسیقی متن فیلم تنها در تاریکی بسیار محبوب شد. «کاش فرشته‌ای داشتم» که در زمان انتشارش تا ردهٔ شصتم آفیشال چارتس صعود کرد، پُرفروش‌ترین ترانهٔ گروه در بریتانیا بوده‌است.
نسخهٔ اصلی «کاش فرشته‌ای داشتم» را تاریا تورونن اجرا کرد و با وجود جداییش از نایت‌ویش در سال ۲۰۰۶، این قطعه تا به‌امروز توسط خوانندگان جانشین او در کنسرت‌های گروه اجرا می‌شود. در ۲۱ اکتبر ۲۰۰۵ تورونن در هارت‌وال آرنای هلسینکی برای آخرین بار با نایت‌ویش روی صحنه رفت و به‌عنوان آهنگ پایانی کنسرت، «کاش فرشته‌ای داشتم» را اجرا کرد.

## نظر منتقدان
به نوشتهٔ کریستوفر کرواتیان در مجلهٔ کرانگ! «کاش فرشته‌ای داشتم» بر خلاف اغلب آثار متال، در پی قضاوت یا محکوم کردن بشریت نیست. این اثر مانند بیشتر ترانه‌های این سبک قطعهٔ شادی نیست و فقط سروده‌ایست برای لذت بردن و تجلیل از موسیقی متال.
مجلهٔ موسیقی آنلاین متال با برشمردن عواملی هم‌چون ریف‌های سنگین گیتار، افزایش صدای خوانندهٔ مرد و ارکستر حجیم که بر خلاف روتین آثار قبلی گروه هستند، «کاش فرشته‌ای داشتم» را به شکل غیرقابل انکاری همچنان شبیه یک قطعه از نایت‌ویش می‌داند و اضافه می‌کند که این شباهت فقط به‌خاطر صدای خاص تاریا تورونن نیست.
به نوشتهٔ اسپاتنیک‌میوزیک «کاش فرشته‌ای داشتم» از مشکل سادهٔ «رادیو پسند بودن» رنج می‌برد. ریف‌های بی‌روح و ملال‌آور و صدای درامزی که به‌نظر می‌رسد از یک ماشین درام ۲۰۰ دلاری با تنظیمات تکنو بیرون می‌آید از جمله ایرادهای واردهٔ اسپاتنیک به این قطعه هستند. این وب‌سایت، آواز خواننده‌ها (به‌خصوص مارکو هیتالا) را خوب توصیف کرده‌است.
به عقیدهٔ یانیس میتساکوس از وب‌سایت متال تِمپل تورونن و هیتالا در «کاش فرشته‌ای داشتم» یک دوئت عالی اجرا می‌کنند. به باور او این یکی از جذاب‌ترین ترانه‌های آلبوم همراه با کمی عناصر الکترونیکی است که به‌جا استفاده شده‌اند.

## فهرست قطعه‌ها
1. «کاش فرشته‌ای داشتم» (۴:۰۶)
2. «پارتیتور عشق شبح» (۱۰:۴۶)
3. «دیشب کجا بودی؟» (۳:۵۲)
4. «کاش فرشته‌ای داشتم (نسخهٔ دِمو)» (۴:۱۰)[۷]

## افراد مشارکت کننده
- تاریا تورونن - آواز
- توماس هالوپاینن - کیبورد، پیانو
- امپو وورینن - گیتار
- یوکا نوالاینن - درامز
- مارکو هیتالا - گیتار بیس
- اعضای ارکستر فیلارمونیک لندن[۸]

## موقعیت در جدول‌های فروش
| چارت (۲۰۰۴)                   | بالاترین جایگاه |
| ----------------------------- | --------------- |
| او۳ تاپ ۴۰ اتریش              | ۴۷              |
| جدول موسیقی سوئیس             | ۴۰              |
| جی‌اف‌کی انترتینمنت چارتس آلمان | ۳۶              |
| جدول‌های هلند                  | ۶۵              |
| سونسک‌تاپن سوئد                | ۱۱              |
| جدول سازنده‌های موسیقی اسپانیا | ۱۰              |
| وی‌جی-لیستای نروژ              | ۱۹              |
| جدول‌های رسمی فنلاند           | ۱               |
| آفیشال چارتس بریتانیا         | ۶۰              |